# みかんぼうや
みかんぼうや(Mikan Bouya)は、サンエックスでコンドウアキによってデザインされたキャラクターグッズ用キャラクター群。2001年12月に登場した。キャラクターのモチーフは主に柑橘類。

## キャラクター
- みかんぼうや：温州みかんの男の子。寒がりだが、将来の夢は冷凍ミカン。ちなみにみかん坊やは絶対に寒がりではない。長袖着てるの見たことない。現在は友達のスダチちゃんの家に居候しながら、寒がりを克服する毎日。素直で頑張り屋。「寒さ」に強くなるため、氷水を入れたボールプールに入るなどして訓練している。また、その結果を折れ線グラフに記録している。宝物は、ケータイと、昔あこがれの冷凍ミカンから貰ったアミ。好きなTVは、「go!go!レイトウミカン」
- ゆずちゃん：スダチちゃんの家に強引に住みついている、お風呂大好きの女の子。みかんぼうやを姉のように見守っている(本人談)しかし実際には、同居人のぼうや、スダチを無意識のうちに振り回している。スダチちゃんの食器をよく壊す。冬は温泉でバイトをしている。趣味は意外にも料理と裁縫。夕方の料理番組を欠かさず見ていて、気に入った料理のレシピはメモをとっている。お金儲けの才能もある。水玉模様が好き。
- すだちちゃん：みかんぼうやの居候元の家主。しっかりしていて、クールな性格。みかんぼうやの夢をいつも暖かく見守り応援している。頭脳明晰で、パソコンが得意。また、運動神経も良い。毎日筋トレをしている。ユズちゃんにはいつも振り回されている。
- Mr．オレンジ：とても明るい性格で、言葉は通じないが、みかんぼうやたちを精一杯元気付ける。
- レモンさん：カメラをいつも持っていて、写真を撮るのが趣味。
- グレープフルーツ姉妹：みかんぼうやのお姉さん的存在。
- でこぽんさん：ハウスみかんくんのお兄さん的存在。毎日お金をコツコツ貯めている。
- ハウスみかんくん：温室育ちのお坊ちゃま。とても怖がり。
- ピーチン：お花が好きで恥ずかしがりやなやさしい女の子。
- ベリーボーイ：いたずら好きで食いしん坊で甘えん坊。
- いちごちゃん：ミルクが大好きな元気な女の子。

## 絵本
- 2002.2.20発売　「木からおりたみかん」
- 2002.11.20発売　「にこにこ生活」
- 2003.11.10発売　「キラキラ毎日」
- 2004.7.20発売　「ポカポカ家族」
- 2005.3.15発売　「ピカピカ時間」

## コラボレーション
- 2003年から2006年までハウス食品「フルーチェ」のイメージキャラクター「フルーチェメイツ」の一員に起用された。